# Luiperbeek
Le Luiperbeek (en limbourgeois Luiperbaek) est une petite rivière du Limbourg néerlandais et un affluent sur la rive gauche du Geleenbeek.

## Géographie
La source de ce ruisseau se trouve dans la campagne entre Klimmen et Wijnandsrade. Le Luiperbeek traverse le Heuvelland sud-limbourgeois du sud au nord. Seule une petite partie du ruisseau est visible, et il est régulièrement à sec. Pendant la traversée de Weustenrade, le Luiperbeek coule partiellement sous les jardins du village.

## Source
- (nl) Cet article est partiellement ou en totalité issu de l’article de Wikipédia en néerlandais intitulé « Luiperbeek » (voir la liste des auteurs).